# Ол-чикі
Ол-чикі (ᱚᱞ ᱪᱤᱠᱤ, Ol Chiki — «мова писемності»; також «абетка санталі») — оригінальна абетка для мови санталі сім'ї мунда (Індія), яку створив у 1925 році Пандіт Рагхунатх Мурму. Спершу для запису мови санталі використовувалися бенгальське письмо, орія або латиниця (хоча більшість населення було неписьменним). Оскільки санталі не відноситься до індоєвропейських мов, ці абетки були для нього незручними, не відповідаючи специфіці мов мунда (наприклад, в зазначених абетках розрізнялися глухі та дзвінкі приголосні, тоді як в мові сантал вони чергуються в корені при словозміні, тому їх розрізнення надлишкове).
Ол-чикі складається з 30 знаків, форми яких були вибрані не випадково, а зовні нагадують слова, від яких походять назви літер. Напрямок письма — зліва направо.
Наразі, за різними даними, абеткою володіють від 10 % до 30 % носіїв мови санталі, тобто близько 1 млн осіб.

## Зображення

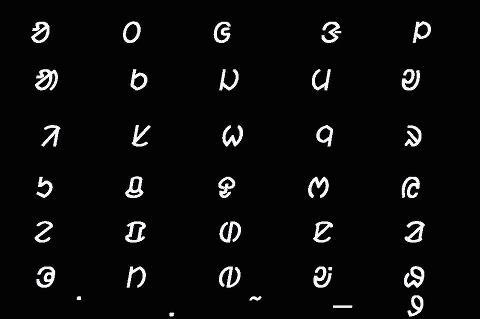
Абетка ол чикі.

## Ол-чикі в юнікоді
| Ол-чики На сайті Юнікод [Архівовано 16 лютого 2020 у Wayback Machine.] (PDF) |   |   |   |   |   |   |   |   |   |   |   |   |   |   |   |   |
|                                                                              | 0 | 1 | 2 | 3 | 4 | 5 | 6 | 7 | 8 | 9 | A | B | C | D | E | F |
| U+1C5x                                                                       | ᱐ | ᱑ | ᱒ | ᱓ | ᱔ | ᱕ | ᱖ | ᱗ | ᱘ | ᱙ | ᱚ | ᱛ | ᱜ | ᱝ | ᱞ | ᱟ |
| U+1C6x                                                                       | ᱠ | ᱡ | ᱢ | ᱣ | ᱤ | ᱥ | ᱦ | ᱧ | ᱨ | ᱩ | ᱪ | ᱫ | ᱬ | ᱭ | ᱮ | ᱯ |
| U+1C7x                                                                       | ᱰ | ᱱ | ᱲ | ᱳ | ᱴ | ᱵ | ᱶ | ᱷ | ᱸ | ᱹ | ᱺ | ᱻ | ᱼ | ᱽ | ᱾ | ᱿ |